# Matador Records
Matador Records – amerykańska wytwórnia płytowa, założona w 1989 roku przez Chrisa Lombardiego, specjalizująca się w wydawaniu płyt z muzyką alternatywną (indie rock, muzyka eksperymentalna, muzyka elektroniczna). Wydała albumy takich artystów jak: Interpol, Arab Strap, Belle and Sebastian, Boards of Canada, Lou Reed, Mogwai i Pavement.

## Historia
Matador Records założył w 1989 roku w Nowym Jorku Chris Lombardi. O pomoc w prowadzeniu wytwórni poprosił swojego przyjaciela z Homestead Records, Gerarda Cosloya. Siedziba Matador Records mieściła się początkowo we własnym mieszkaniu Lombardiego. Głównym celem, jaki postawił sobie Lombardi, było dokumentowanie nowojorskiej, niezależnej sceny muzycznej. Wśród pierwszych wykonawców, których nagrania wydała wytwórnia, znaleźli się: Teenage Fanclub ze Szkocji, Pavement ze Stockton w Kalifornii, i Superchunk z Karoliny Północnej. W 1994 roku Matador Records zawarł umowę partnerską z wytwórnią Atlantic Records, należącą z kolei do Warner Music Group. W 1996 roku wytwórnia Capitol Records zakupiła 49 procent udziałów w Matador Records, ale w 1999 roku Lombardi i Cosloy odkupili je. Od 2002 roku Matador należy do Beggars Group. Obok głównej siedziby w Nowym Jorku ma swój oddział w Londynie. Jest jedną z najważniejszych wytwórni płytowych wydających muzykę niezależną.

## Certyfikaty sprzedaży RIAA

### Złota Płyta
Cztery albumy Matador Records otrzymały certyfikat Złotej Płyty, przyznany przez RIAA za przynajmniej 0,5 miliona sprzedanych kopii: 
1. Turn on the Bright Lights, Interpol (2002), Złota Płyta 29 sierpnia 2011
2. Antics Interpol (2004), Złota Płyta 1 kwietnia 2009
3. Exile in Guyville Liz Phair (1993), Złota Płyta 6 maja 1998
4. Whip-Smart Liz Phair (1994), Złota Płyta 13 marca 1998[3].

## Artyści

### Wydawani obecnie
- Algiers
- Belle and Sebastian
- Body/Head
- Car Seat Headrest
- Courtney Barnett & Kurt Vile
- Darkside
- Desert Sessions
- Iceage
- Interpol
- Julien Baker
- Kim Gordon
- Kurt Vile
- Lucy Dacus
- Muzz
- Pavement
- Perfume Genius
- Queens of the Stone Age
- Savages
- Snail Mail
- Spoon
- Stephen Malkmus
- Stephen Malkmus and The Jicks
- Steve Gunn
- Yo La Tengo[4]

### Wydawani w przeszłości
- 18th Dye
- Aereogramme
- Arab Strap
- Arsonists
- Bailter Space
- Barbara Manning
- Bardo Pond
- Bassholes
- Bettie Serveert
- The Bionaut
- Bits Of Shit
- Blair Kelly
- Blues Explosion
- Boards of Canada
- Brightblack Morning Light
- Cat Power
- Ceremony
- Chain Gang
- Chavez
- Chris Knox
- Christmas
- Cian Nugent
- Circle X
- The Clean
- Coho Lips
- Cold Cave
- Come
- Condo Fucks
- Console
- Cornelius
- Couch
- D-Stroy
- David Kilgour
- Dead Meadow
- Demolition Doll Rods
- Dizzee Rascal
- The Doubl
- Dustdevils
- Dälek
- Early Man
- Esben and the Witch
- The Fall
- Fire In The Kitchen
- Flipper
- Flying Nuns
- The For Carnation
- Frank Longo
- Frogs
- Fuck
- Fucked Up
- The Fucking Champs
- God Help the Girl
- Guided by Voices
- Guitar Wolf
- Harlem
- Helium
- HÆLOS
- Jaguar Love
- James McNew
- Jay Reatard
- Jeffrey Novak
- Jega
- Jennifer O'Connor
- Jimi Tenor
- JPS Experience
- Khan
- Large Professor
- Laura Cantrell
- Lavender Diamond
- Lee Ranaldo
- Lindsay Shutt
- Lisa Suckdog
- Liz Phair
- Lou Reed
- Love Of Diagrams
- M. Ward
- Majical Cloudz
- Mary Timony
- Matador Merch
- Matmos
- MC Paul Barman
- Mecca Normal
- Mission of Burma
- The Modernist
- Modest Mouse
- Mogwai
- Moonshake
- Mr. Len
- Neko Case
- Nightmares on Wax
- Non Phixion
- OBN IIIs
- Outer Spaces
- Pastels
- Paul Banks
- Pell Mell
- Pitchblende
- Pizzicato Five
- Plone
- Pole
- The Ponys
- Portastatic
- Preston School of Industry
- Pretty Girls Make Graves
- Primitive Romance
- Prisonshake
- Pussy Galore
- Quickspace
- R.L. Burnside
- Railroad Jerk
- Red Snapper
- Robert Pollard
- Run On
- Sensational
- Shearwater
- Silkworm
- Sleater-Kinney
- The Soft Boys
- Solex
- Sonic Youth
- Soundtrack
- Sportsguitar
- Superchunk
- Techno Animal
- Teenage Fanclub
- Times New Viking
- Tobin Sprout
- Toiling Midgets
- Tommy Keene
- Tony Molina
- Two Lone Swordsmen
- Unrest
- Unsane
- Unwound
- Uzi
- Void
- White Hassle
- The Wisdom of Harry[4]